# 梁雁翎
梁雁翎（英語：Annie Leung，1964年8月6日—），生於北京，香港女歌手，前飛圖唱片主席，有「卡拉OK皇后」之稱。她以演唱國語歌曲為主。現時已淡出娛樂圈。其名字，即原名「雁翎」由父親所改，寓意她有作為，發展出色，將來可飛得更高更遠。

## 背景

### 早年生活
梁雁翎早年在北京出生，有一兄一弟。父親是越南華僑和編舞導師，母親則是舞蹈演員及教師。梁雁翎自小因父親為黑五類關係而跟隨被下放貴州省農村及其他不同鄉郊城鎮生活，常與歌舞團人員居住在一起。讀書成績不錯的她在當地就讀小學與中學，在校時是學校歌舞宣傳隊成員，會到鄉間推廣歌舞文化。另外又曾入選上海芭蕾舞團，卻因家庭背景不合資格而未能入讀。當家人的身份被平反後，她回北京生活及完成中學課程。中學畢業即在北京社會音樂學院修讀歌劇系課程一年便退學。同期曾在北京業餘的武術學校習武兩年。1983年基於父親想和親戚團聚而隨家人移居香港鰂魚涌海堤街龍景大廈（梁雁翎姑母的家），初年在鰂魚涌的電子工廠任職品質管理工人兩年，期間在姑母位於灣仔駱克道的越南餐館當過侍應兼洗碗員，又為表姐的製衣場當縫紉女工，負責縫紉標誌。自己亦與家人一同接下其他工廠工作，為電子產品裝上鈕扣電池。

### 入行與發展
考慮到不太可能當一輩子工廠工人,，梁雁翎於1985年以蘇芮的《心痛的感覺》及《酒干倘賣無》參加第4屆新秀歌唱大賽，最後入圍而沒有晉身決賽。同年本打算參加香港小姐競選，但礙於不符合居港七年的要求而作罷，改為參與1985年第一屆亞洲小姐競選。同屆競選佳麗尚有黎燕珊、朱慧珊、葉玉卿及潘先儀。後來，梁雁翎加入亞洲電視，參與劇集演出同時，主要參與綜藝節目的歌唱環節，曾為電視劇《賽金花》唱主題曲，并主持《亞洲早晨》節目。另一方面，她到香港尖沙咀北海漁村任職樂隊公關。唐基明當年打算找她拍攝《女人風情話》（因梁的表情演技差以致未能出演，最終由1986年第5屆香港電影金像獎「最佳新人」得主陳婉麗頂上其位置），而且把她介紹給葉志銘認識，由此可在北海漁村兼職。
當約滿亞視後，梁獲葉志銘邀請跟其他商人集資，自己出資一百萬，於1986年成立飛圖娛樂，主要籌備卡啦OK音樂錄像的製作過程。1991年正式轉至歌壇發展，在唱片公司不給予版權製作卡啦OK錄像，加上未能找到合適的熱捧人選的情況下，身兼台灣惠聚雷射（飛圖娛樂分公司）的老闆的她親身當飛圖唱片歌手。結果憑著歌曲《像霧像雨又像風》走紅，四年間共推出八張唱片。1993年以香港區代表身份参與中國中央電視台春節聯歡晚會。其首張唱片《像霧像雨又像風》錄得雙白金成績，銷量逾10萬。除了協助管理飛圖業務，梁雁翎當歌手的同一時期有自己的生意。她於海南島合資開設卡拉OK廳，兼任統籌製作事項，且為國語歌卡拉OK歌曲擔任幕後代唱歌手。亦因應當地當時房產市場興旺而投資傢俱廠生意，最終虧本離場。

### 淡出香港市場與現況
1994年飛圖唱片主席葉志銘宣佈退休，公司在擴大規模時期出現資金周轉問題。翌年，即1995年12月董事局委任梁雁翎接替飛圖唱片主席（總經理）一職。不過她在盜版風氣猖獗下經營不善而在1996年宣佈提早退休，1996年12月由陳圖安接棒。梁在該段時間仍在中國內地登台，同步於山東省煙台市開設婚紗攝影店，然而婚紗的設計款式不合山東人的心意，令公司未能賺錢經營下去。1995年結婚後與丈夫移居國外，考獲國際美容師執照的她其後到美容院從事管理工作，直至2000年開始任職保險經紀，2001年考獲相關牌照。從事保險業的原因出於明白理財的重要性，而理財顧問的市場有不少發展潛力。她現時定居北京、香港以及廣州，仍然任職保險經紀。梁雁翎自1991年起為了個人興趣考取國際潛水師執照。2000年代，她偶爾參與音樂活動，首先廣州簽約漫姿莎華模特演藝制作公司，繼而在2005年推出國語專輯《藏心》。之後於2009年擔任陳浩德演唱會嘉賓；2012年擔任黃凱芹演唱會嘉賓，也於2017年在香港舉行過個人演唱會。

## 個人生活
梁雁翎已婚，丈夫為其就讀高中時的同學，是一位醫生。二人於1993年的一次舊同學聚會中重遇，並開始拍拖，至1995年結婚，婚後沒有子女。

## 演出作品

### 電視劇

#### 亞洲電視
- 1986年：《胭脂淚》 飾 呂麗萍
- 1986年：《阿水先生》
- 1986年：《秦始皇》 飾 酒樓老闆女兒
- 1987年：《香港情》 飾 余淑梅
- 1987年：《滿清十三皇朝之康熙》 飾 盧紫英

### 電影
- 1986年：《師姐撞邪》 飾 梁雁翎

### 綜藝節目
- 1992年：連環泡 (華視)
- 1993年：龍兄虎弟（台視）
- 1993年：鑽石舞台（華視）
- 1993年：金曲龍虎榜（華視）
- 2017年：流行經典50年（無綫電視）
- 2017年：TVB娛樂新聞報道（無綫電視）[16]

## 音樂作品

### 個人專輯
| 專輯 # | 專輯名稱           | 專輯類型    | 發行公司   | 發行日期       | 曲目 |
| ------ | ------------------ | ----------- | ---------- | -------------- | --- |
| 1st    | 像霧像雨又像風     | 國語大碟    | 飛圖唱片   | 1991年8月      | 曲目 1. 像霧像雨又像風 2. 多少個夜晚 3. 打不開的鎖 4. 您怎麼說 5. 愛不像你這麼說 6. 恰似你的溫柔 7. 談情說愛 8. 美麗的心情 9. 兩個人一個夢一顆心 10. 情人玫瑰                                                                    |
| 2nd    | 離開那個不愛你的人 | 國語大碟    | 飛圖唱片   | 1992年8月6日   | 曲目 1. 你好嗎 2. 離開那個不愛你的人 3. 真的愛我嗎 4. 南屏晚鐘 5. 欠你的情欠你的意 6. 假裝你真的愛過我 7. 不要道歉 8. 相思河畔 9. 擺脫 10. 親親如我                                                                              |
| 3rd    | 想你               | 粵/國語大碟 | 飛圖唱片   | 1993年1月18日  | 曲目 1. 第一次 2. 你歌我歌 3. 哪裡的天空不下雨（黃凱芹/梁雁翎） 4. 路是寂寞 5. 你好嗎 6. 一等再等（國） 7. 慢慢地陪著你走（國）（蔡濟文/梁雁翎） 8. 感激清風 9. Runaway 10. 初戀（國） 11. 想你（國） 12. 讓我一個人走（國）     |
| 4th    | 慢慢地陪著你走     | 國語大碟    | 飛圖唱片   | 1993年3月      | 曲目 1. 情長路更長 2. 慢慢地陪著你走（梁雁翎/蔡濟文） 3. 愛了再說 4. 告別昨日 5. 一等再等 6. 初戀 7. 哪裡的天空不下雨（梁雁翎/陳鴻） 8. 因為明天要說再見 9. 你歌我歌 10. 讓我一個人走 11. 該是休息的時候 12. 想你                |
| 5th    | 多情多煩惱         | 國語大碟    | 飛圖唱片   | 1993年8月6日   | 曲目 1. 我可以一個人好好過 2. 多情多煩惱 3. 不再為你等待 4. 你猜 5. 愛在你意想不到的地方 6. 對你的思念總是特別的深 7. 傷過的心可以重來 8. 也許有一天會重逢 9. 好聚好散 10. 就想陪著你                                            |
| 6th    | 浪漫故事           | 粵/國語大碟 | 飛圖唱片   | 1993年9月2日   | 曲目 1. 浪漫故事 2. 不應該的愛（Edit Version） 3. 說得輕易 4. 對你的思念總是特別的深 Remix（國） 5. 該是休息的時候（國） 6. 不信任 7. 若是你真想分開 8. 盼繼續愛我 9. 好聚好散（國） 10. 不變的溫柔為你守候（國） 11. 不應該的愛 |
| 7th    | 心甘情願           | 國語大碟    | 飛圖唱片   | 1994年10月     | 曲目 1. 心甘情願 2. 情愛 3. 讓愛的感覺回來 4. 我想一定有人比你更愛我 5. 說走就走 6. 我和你不分離 7. 誰也沒有贏 8. 遺忘過去 9. 忘了吧 10. 寂寞的時候想想我                                                                        |
| 8th    | 今生難得有情人     | 國語大碟    | 環星唱片   | 1996年         | 曲目 1. 今生難得有情人 2. 真心對我 3. 愛你到永久 4. 跟你飛 5. 為你變得美麗 6. 不敢想 7. 獨舞 8. 女人百合 9. 來世相約 10. 為你變得美麗（管弦樂版）                                                                                |
| 9th    | 藏心               | 國語大碟    | 歌萊美唱片 | 2005年12月28日 | 曲目 1. 我們不再擁抱 2. 藏心 3. 心中有愛 4. 女人的秘密 5. 真假 6. 堡壘 7. 愛的傻瓜 8. 想和你在一起 9. 像霧像雨又像風 10. 情長路更長 11. 哭砂                                                                                     |
| 10th   | 全新精選           | 精選大碟    | 環星唱片   | 2009年8月15日  | 曲目 1. 像霧像雨又像風 2. 情長路更長 3. 哭砂 4. 今生難得有情人 5. 真心對我 6. 愛你到永久 7. 跟你飛 8. 為你變得美麗 9. 不敢想 10. 獨舞 11. 女人百合 12. 來世相約                                                                  |

### 派台歌曲成績（香港地區）
| 派台歌曲成績       | 派台歌曲成績       | 派台歌曲成績 | 派台歌曲成績 | 派台歌曲成績 | 派台歌曲成績 | 派台歌曲成績                                                          |
| ------------------ | ------------------ | ------------ | ------------ | ------------ | ------------ | --------------------------------------------------------------------- |
| 唱片               | 歌曲               | 903          | RTHK         | 997          | TVB          | 備註                                                                  |
| 1991年             |                    |              |              |              |              |                                                                       |
| 像霧像雨又像風     | 像霧像雨又像風     | -            | -            |              | x            | OT：基爾卡 ~ Surun pyyhit silmistäni 台灣華視連續劇《福星福將》主題曲 |
| 像霧像雨又像風     | 打不開的鎖         | -            | -            |              | x            |                                                                       |
| 像霧像雨又像風     | 您怎麼說           | -            | -            |              | x            | 原唱為鄧麗君                                                          |
| 1992年             |                    |              |              |              |              |                                                                       |
| 離開那個不愛你的人 | 離開那個不愛你的人 | -            | -            |              | x            |                                                                       |
| 離開那個不愛你的人 | 欠你的情欠你的意   | -            | -            |              | x            |                                                                       |
| 想你               | 第一次             | -            | -            |              | x            |                                                                       |
| 1993年             |                    |              |              |              |              |                                                                       |
| 想你               | 你歌我歌           | -            | -            |              | -            |                                                                       |
| 想你               | 哪裡的天空不下雨   | -            | -            |              | -            | 與黃凱芹合唱                                                          |
| 想你               | 慢慢地陪著你走     | -            | -            |              | -            | 與蔡濟文合唱                                                          |
| 浪漫故事           | 浪漫故事           | -            | -            |              | -            |                                                                       |
| 浪漫故事           | 不應該的愛         | -            | -            |              | 1            |                                                                       |
| 1994年             |                    |              |              |              |              |                                                                       |
| 心甘情願           | 心甘情願           | -            | -            |              | -            |                                                                       |

| 各台冠軍歌總數 | 各台冠軍歌總數 | 各台冠軍歌總數 | 各台冠軍歌總數 | 各台冠軍歌總數    |
| -------------- | -------------- | -------------- | -------------- | ----------------- |
| 903            | RTHK           | 997            | TVB            | 備註              |
| 0              | 0              | 0              | 1              | 四台冠軍歌總數：0 |

## 節目主持
- 1986年：《亞洲早晨》（亞洲電視）

## 外部連結
- 梁雁翎的新浪微博